# ليكسوري
ليكسوريون (Ληξούριον) هي مدينة في كيفالينيا في مقاطعة كينتريكي إلادا في اليونان.